# Hervé Dumont
Pour les articles homonymes, voir Dumont.
Hervé Dumont, né le 15 février 1943 à Berne, est un historien suisse du cinéma. Il fut en particulier directeur de la Cinémathèque suisse de 1996 à 2008.

## Biographie
Hervé Dumont naît le 15 février 1943 à Berne. Fils de diplomate, il est également le neveu du musicien et chef d'orchestre Cédric Dumont. 
Il commence sa scolarité à Stockholm, la poursuit à Cologne, Bienne et Madrid où il passe son bac. À Berne, puis à Munich, Hervé Dumont effectue des études de lettres en histoire et théorie du théâtre (Theaterwissenschaft), littérature, histoire et histoire de l’art, qui sont couronnées par une thèse de doctorat sur la vie théâtrale de Zurich durant l’entre-deux-guerres, intitulée Das Zürcher Schauspielhaus und Stadttheater/Opernhaus von 1921 bis 1938. 

### Début des publications
De 1966 à 1976, il fait de nombreux séjours en Irak (Bagdad) et en Jordanie (Amman), où son père est en poste, et voyage dans tout le Moyen-Orient (sa première femme est irakienne). Il travaille dans l'édition d'art — il est notamment rédacteur-iconographe aux éditions Edita SA pour Le Moyen Âge. Histoire illustrée de la vie quotidienne de R. Delort en 1972, Le Grand Livre du Pacifique de R. Doussel, E. Taillemite en 1976, etc. — et enseigne la langue et la littérature allemande à Lausanne de 1970 à 1995. En 2004 il devient professeur ad personam de l'Université de Lausanne, section cinéma (sans enseignement).
Il s’intéresse dans ses publications à des auteurs méconnus, tel le cinéaste hollywoodien des années 1930, W. S. Van Dyke. Il publie en 1993 une importante biographie du  cinéaste américain Frank Borzage, qui lui vaut le prix Simone-Genevois consacrant le meilleur livre de cinéma. Parmi ses nombreux ouvrages de référence, l'Histoire du cinéma suisse. Films de fiction 1896-1965 est une étude résultant de quinze années de recherches, pour laquelle il reçoit le prix de la critique historique du cinéma. 

### Directeur de la Cinémathèque suisse
Hervé Dumont succède à Freddy Buache à la tête de la Cinémathèque suisse en février 1996. Il travaille en priorité à moderniser l'institution, en développant l'archivage, l'enrichissement ciblé des collections, la conservation et la restauration du matériel cinématographique, et en organisant 290 cycles de films et rétrospectives, accompagnés de l'invitation à Lausanne de nombreuses personnalités du cinéma international et national. 
Dumont est membre du Comité directeur de la Fédération internationale des Archives du Film/FIAF (à Carthagène des Indes, Pékin, Prague, Madrid, 1997-98). Il est commissaire de l'exposition Claude Autant-Lara - un cinéaste contre tous organisée du 12 juin au 2 septembre 2002 au Musée de design et d'arts appliqués contemporains de Lausanne, inaugurée en présence de Micheline Presle et Max Douy. Sous sa direction, la Cinémathèque passe de 19 à 35 collaborateurs, tandis que son épouse Jacqueline fonde en 1997 l'association de soutien Les Amis de la Cinémathèque suisse (LACS). À la veille de son départ (juin 2008), après huit ans de lobbying, Dumont obtient le feu vert de la Confédération pour la construction d'un centre d'archivage moderne à Penthaz. Il est également conseiller scientifique (cinéma) pour la collection Le savoir suisse et le Dictionnaire historique de la Suisse (DHS).
En octobre 2013 il met en ligne et en accès gratuit sur son site internet une Encyclopédie du film d'Histoire dédiée aux interactions entre l'histoire et les médias audiovisuels (cinéma et télévision), fruit de 40 ans de recherches. Cette nomenclature analytique réunit 24 000 films, téléfilms et séries historiques, décrits et commentés. Considérée comme « l’une des encyclopédies les plus exhaustives sur le film historique [...] un outil de travail de référence autant qu’une initiation ludique au voyage et à la découverte d’un océan d’œuvres audiovisuelles », l'œuvre d'Hervé Dumont est récompensée en 2014 par le Prix Pape Clément du festival international du film d'histoire de Pessac.

## Récompenses et distinctions
- Prix de la critique historique du cinéma (Institut Jean-Vigo, Perpignan  1988) pour Histoire du cinéma suisse. Films de fiction 1896-1965.
- Prix Simone-Genevois (Paris 1993) pour Frank Borzage - Sarastro à Hollywood, décerné par Claude Sautet.
- Prix de l'État de Berne, 1998[3] "pour son œuvre d'humaniste et d'éminent historien du septième art, et pour son ambition de faire connaître et valoir plus largement encore les ressources de la Cinémathèque suisse et d'en faire bénéficier l'ensemble de la population de ce pays."
- Chevalier des Arts et des Lettres, 2004.
- DVD Award 2008 de Il Cinema Ritrovato (Bologne) pour la reconstruction de The River (1929) de Frank Borzage
- Prix du Syndicat français de la critique de cinéma (Paris 2009) pour L'Antiquité au cinéma. Vérités, légendes et manipulations, décerné par Bertrand Tavernier.
- Prix du Syndicat français de la critique de cinéma (Paris 2010) avec les éditions Carlotta pour le coffret DVD Frank Borzage.
- Prix spécial du 25e Festival International du Film d'Histoire de Pessac 2014 (Prix Pape Clément) pour l'Encyclopédie du film d'Histoire[2].
- Prix culturel Leenaards 2014 (Lausanne) « en témoignage de reconnaissance pour ses extraordinaires biographies de réalisateurs, ainsi que pour ses explorations systématiques du cinéma suisse et du cinéma d'histoire »[4].
- Prix du Livre d'Histoire du Cinéma 2015 du 26e Festival International du Film d'Histoire de Pessac pour Napoléon - L'Épopée en 1000 films.
- Prix du Jury 2015 [Prix d'Histoire] de la Fondation Napoléon (Paris) pour Napoléon - L'Épopée en 1000 films, décerné par V. A. Masséna, prince d'Essling.
- Prix Reinhold Schünzel 2024 (cinefest Hambourg) en reconnaissance de son activité infatigable de recherche et de publication contribuant à la redécouverte et à la valorisation du patrimoine cinématographique allemand et suisse.

## Publications

### Ouvrages encyclopédiques
- Histoire du cinéma suisse, films de fiction 1896-1965 / Geschichte des Schweizer Films, Spielfilme 1896-1965, préface de Freddy Buache, Lausanne, éd. Cinémathèque suisse, 1987.
- Histoire du cinéma suisse 1966-2000, direction Hervé Dumont et Maria Tortajada, Lausanne, éd. Cinémathèque suisse, Hauterive, Gilles Attinger, 2007.
- L'Antiquité au cinéma. Vérités, légendes et manipulations, préface Jean Tulard, Paris, Nouveau Monde éditions, Lausanne, Cinémathèque suisse, 2009[5].
- Jeanne d'Arc - de l'histoire à l'écran (cinéma et télévision), Paris, éditions Favre, Lausanne, Cinémathèque suisse, 2012.
- Napoléon - L'Épopée en 1000 films, préface Jean Tulard, Lausanne, Ides & Calendes, Cinémathèque suisse, 2015.
- Contes et légendes d'Orient au cinéma et à la télévision, éd. Books on Demand, Paris, 2017.
- Moyen Âge et Renaissance au cinéma: L'Angleterre (partie I: du IVe siècle à 1216), éd. Books on Demand, Paris, 2017.
- Les Chevaliers de la Table Ronde à l'écran. Un mythe à l'épreuve du temps, éd. Guy Trédaniel, Paris, Cinémathèque suisse, Lausanne, 2018.

### Biographies
- W. S. Van Dyke, Paris, éd. Anthologie du cinéma, tome 9, 1973.
- Leopold Lindtberg et le cinéma suisse 1935-1953, Lausanne, éd. Travelling/Cinémathèque suisse, 1975, traduction allemande Leopold Lindtberg und der Schweizer Film 1935-1953, Ulm, Verlag Günter Knorr, 1981.
- Hans Trommer et "Roméo et Juliette au village", éd. Travelling/Cinémathèque suisse (no. 48), 1976.
- Max Haufler. Le peintre, le cinéaste, le comédien, éd. Travelling/Cinémathèque suisse (no. 50), 1978.
- Robert Siodmak, le maître du film noir, Lausanne, Éditions L'Âge d'Homme, 1981 (rééd. Paris, Ramsay Poche Cinéma, 1990), traduction espagnole Robert Siodmak, el maestro del Cine Negro, Madrid, Festival de San Sebastian/Filmoteca Española 1987.
- Frank Borzage - Sarastro à Hollywood, préface Jean-Charles Tacchella, Paris, éd. Cinémathèque française, Milan, Gabriele Mazzotta, 1993; traduction espagnole Frank Borzage - Sarastro en Hollywood, Madrid, Festival de San Sebastian/Filmoteca Española, 2001, traduction anglaise Frank Borzage. The Life and Films of a Hollywood Romantic, préface Martin Scorsese, Jefferson, McFarland, 2006, édition Paperback 2009.
- Frank Borzage - un romantique à Hollywood (réédition entièrement revue et augmentée), préfaces Martin Scorsese et Jean-Charles Tacchella, éd. Institut Lumière/Actes Sud, Lyon et Paris, 2013.
- William Dieterle. Un humaniste au pays du cinéma, Paris, CNRS Éditions, Cinémathèque française, 2002, traduction espagnole William Dieterle. Anfifascismo y compromiso romántico, Madrid, Festival de San Sebastian/Filmoteca Española, 1994.

### Études filmographiques
- « Les trois Mousquetaires à l'écran & Filmographie d'Alexandre Dumas », in : Travelling no 41, Lausanne, 1974 (p. 18-50).
- « Arsène Lupin et le Mouron Rouge à l'écran », in : Travelling no 49, Lausanne, 1977 (p. 28-62).
- « Jules Verne et le cinéma: filmographie commentée », in : L'Écran fantastique no 9, Paris, 1979 (p. 99-109).
- « Théâtro-filmographie d'Arsène Lupin », in: Europe - Revue littéraire mensuelle no. 604-605 (numéro spécial Arsène Lupin), Paris, août-septembre 1979.
- « Téléfilmographie de Gaston Leroux », in : Europe - Revue littéraire mensuelle no. 626-627 (numéro spécial Gaston Leroux), Paris, juin-juillet 1981.
- « Curt Siodmak, écrivain et cinéaste de science-fiction », in : L'Écran fantastique no 33-34-35, Paris, 1983.
- « Ayesha et Antinéa. Le mythe de la reine immortelle au cinéma », in : L'Écran fantastique no 57-58, Paris, 1985.
- « Robert Siodmaks avantgardistische Filme », in : Filmkultur zur Zeit der Weimarer Republik, éd. par Uli Jung, Walter Schatzberg, K. G. Saur, München, London, New York, Paris, 1992.
- Le grand livre de Dumas, éd. par Charles Dantzig, Les Belles Lettres, Paris, 1997 (« Alexandre Dumas à l'écran », p. 214-245).
- Napoléon et le cinéma. Un siècle d'images, éd. Cinémathèque régionale de Corse, Porto Vecchio, et Alain Piazzola, Ajaccio, 1998 (filmographie commentée, p. 149-384).
- « Le péplum : l'Antiquité au cinéma », in : CinémAction no 89, éd. Claude Aziza, Paris, 1998 (Chronologie du film à l'antique, p. 129-180).
- « Vu d'Hollywood: le patrimoine français, du Moyen Âge à l'Empire », in : Monuments stars du 7e art, éd. par N. T. Binh, éd. du Patrimoine, Centre des monuments nationaux (exposition à la Conciergerie), Paris, 2010,  p. 120-134.
- « La Grèce antique en Technicolor », in: Nous avons rêvé la Grèce. Représentations et idéalisations de l'héritage hellénique (dr. Olga Polychronopoulou et René Treuil), éd. de Boccard, Paris, 2016, p. 179-194.
- « Robert Siodmak in der Bundesrepublik », in: Geliebt und verdrängt. Das Kino der jungen Bundesrepublik Deutschland von 1949 bis 1963, éd. par Claudia Dillmann, Olaf Möller, Deutsches Filminstitut - DIF e.v., Frankfurt am Main, 2016.
- « Richard Cœur de Lion à travers les films », in: Richard Cœur de Lion. Entre mythe et réalités, éd. Snoeck, Gand / Historial de la Vendée, La Roche-sur-Yon, 2016, p. 154-167.

### Essais et collaborations diverses
- Le mythe d'Arthur. Des bardes celtes à la culture de masse, éd. Savoir Suisse (no 144, série « Opinion »), Presses polytechniques et universitaires romandes, Lausanne, 2019.
- (collaboration) Los mitos juveniles, avec Luis Gasca, éd. Pala S. A., San Sebastian, 1974.
- (collaboration) Film Director's Guide : Western Europe, avec James Robert Parrish, Scarecrow Press, Metuchen (USA), 1976.
- (collaboration) Film Actor's Guide : Western Europe, avec James Robert Parrish, id., 1977.
- (collaboration) Cinegraph. Kritisches Lexikon zum deutschsprachigen Film, éd. par Hans Michael Bock, Verlag text und kritik, München-Hamburg, 1983 ss.
- (collaboration) International Directory of Cinematographers, Set- and Costume Designers in Film, éd. K. G. Saur, München-New York-London-Paris, 1985.
- (préface) Allan Dwan. La légende de l'homme aux mille films. Un demi-siècle d'Hollywood, éd. Cahiers du cinéma / Festival international du film de Locarno, 2002.
- (préface) Cinéma suisse muet. Lumières et ombres, éd. par Rémy Pithon, Antipodes & Cinémathèque suisse (coll. Médias & Histoire), Lausanne, 2002.
- (préface) Cultural Studies et Hollywood : le passé remanié de David Da Silva, éd. LettMotif, La Madeleine, 2020.